# Lahad Datu
Lahad Datu is een stad en gemeente (majlis daerah; district council) op het eiland Borneo, in de Tawau Division in het oosten van de deelstaat Sabah in Oost-Maleisië.
Het aantal inwoners van de gemeente was 200.000 in 2010 en 156.059 in 2000. Lahad Datu is omgeven door cacao- en palmolieplantages. Het is ook een haven voor hout. Het heeft een luchthaven voor binnenlandse vluchten het Lahad Datu Airport.
De stad heeft ook een aantal Maleisische inwoners van de Cocoseilanden, die hierheen emigreerden toen de eilanden in 1950 bij Australië kwamen.
De Palm Oil Industrial Cluster (POIC) ligt dicht bij de haven van Lahad Datu en is medio 2007 klaar.
Ten oosten van Lahad Datu ligt Tunku.

## Bezienswaardigheden
- Danumvallei-natuurgebied
- Tabin-natuurgebied
- Madai-grotten